# 애니원의 방영 목록
다음은 애니원에서 방송되었던 프로그램을 시청 등급에 따라 나열한 목록이다.

## 프로그램

### 전연령
- 아기와 나
- MERRY MOTHER GOOSE
- 골프천재 탄도
- 고!고! 에드
- 고추먹고 맴맴 리아의 율동놀이
- 곤
- 뽀삐뿌
- 그란세이저
- 그란세이저 2
- 그린세이버
- 꼬마거북 프랭클린
- 꼬마천사 코텐코
- 꾸루꾸루 친구들
- 내친구 우비소년
- 내친구 우비소년 2
- 내 친구 반인반어
- 내 비밀친구 햄찌
- 내 친구 해치
- 날아라 슈퍼보드
- 닌자 거북이
- 날아라 팬코
- 달려라 하니
- 던전 앤 드래곤
- 도라에몽
- 도라에몽 2
- 도라에몽 3
- 도라에몽 4
- 도라에몽 5
- 도라에몽 6
- 도라에몽 7
- 도라에몽 8
- 도라에몽 9
- 도라에몽 10
- 도라에몽 11
- 도라에몽 12
- 도라에몽 13
- 도라에몽 14
- 도라에몽 15
- 도라에몽 16
- 도라에몽 17
- 도라에몽 18
- 도라에몽 19
- 도라에몽 20
- 도라에몽 21(완)
- 신 도라에몽 1
- 신 도라에몽 2
- 신 도라에몽 3
- 신 도라에몽 4
- 신 도라에몽 5
- 신 도라에몽 6
- 신 도라에몽 7
- 신 도라에몽 8
- 신 도라에몽 9
- 신 도라에몽 10
- 신 도라에몽 11
- 신 도라에몽 12
- 신 도라에몽 13
- 신 도라에몽 14
- 신 도라에몽 15
- 신 도라에몽 16
- 신 도라에몽 17
- 신 도라에몽 18
- 신 도라에몽 19
- 신 도라에몽 20
- 신 도라에몽 스페셜
- 신 도라에몽 스페셜 2
- 신 도라에몽 스페셜 3

### 드라마
- 가면라이더 블레이드
- 가면라이더 가부토
- 가면라이더 덴오
- 가면라이더 키바
- 가면라이더 디케이드
- 가면라이더 W
- 가면라이더 오즈

- - 극장판 도라에몽 - 2112년 도라에몽의 탄생[(일본) 1995년 16번째 영화 도라에몽 노비타의 창세일기 동시상영작]
  - 일본 개봉명 : 2112년 도라에몽의 탄생(1995년 노비타의 창세일기 동시 상영작)
  - 극장판 도라에몽 - 진구의 마계대모험 ~7인의 마법사~[2007년 27번째 영화 도라에몽 개봉작, 한국 2008년 7월 17일 개봉]
  - 일본 개봉명 : 노비타의 신 마계대모험 ~7인의 마법사~
  - 극장판 도라에몽 - 진구의 공룡대탐험[2006년 (일본) 영화 도라에몽 제 26작으로 개봉, 2009년 7월 15일 한국 극장 개봉]
  - 일본 개봉명 : 노비타의 공룡 2006
  - 극장판 도라에몽 - 진구의 인어대해전[2010년 일본 3월 6일 토요일 개봉, 영화 도라에몽 30주년 기념작, 30번째 작극장판, 한국 2010년 7월 28일 개봉]
  - 일본 개봉명 : 노비타의 인어대해전
  - 극장판 도라에몽 - 진구의 우주표류기[1999년 일본 개봉, 영화 도라에몽 20주년 기념작, 20번째 작품, 한국 2009년에 한글 더빙으로 첫 방영]
  - 일본 개봉명 : 노비타의 우주표류기
  - 극장판 도라에몽 -  진구의 태양왕 전설[2000년 일본 개봉, 도라에몽 원작 40주년 기념 작품, 한국에서 2010년 5월에 첫 방영]
  - 일본 개봉명 : 노비타의 태양왕 전설
  - 극장판 도라에몽 -  진구와 우주영웅기:스패이스 히어로즈 [2015년 일본게봉] 한국에서 2016년 1월 3일첫방송
  - 일본 개봉명: 노비타의 우주영웅기 스패이스 히어로즈
  - 극장판 도라에몽 -  진구와 초록거인전 [2008년 일본게봉] 한국에서 2009년/2010년 첫방송
  - 일본 개봉명: 노비타와 초록의 거인전

- 똑똑 노리하우스
- 뚜바뚜바 눈보리
- 두치와 뿌꾸
- 돌아온 형사 가제트
- 다오배찌 붐힐대소동
- 디어보이즈
- 디지캐럿
- 라바
- 랠프의 스파이 대작전
- 레 미제라블 소녀 코제트
- 리아의 수학놀이
- 마법기사 레이어스
- 못말리는 3공주
  - 못말리는 3공주 2기
- 마스크맨
- 몬스터팜
- 몽구스의 대모험 환타루
- 마법의 별, 매지네이션
- 미르모 퐁퐁퐁
  - 미르모 퐁퐁퐁 2기
- 방가방가 햄토리
- 방가방가 햄토리 2기
- 방가방가 햄토리: 달콤달콤 파라다이스
- 방가방가 햄토리 극장판: 방가방가랜드 대모험
- 방가방가 햄토리 극장판 2: 하무드 왕국의 공주를 구하라!
- 방가방가 햄토리 극장판 3
- 방가방가 햄토리 극장판 4
- 부메랑 파이터
- 별나라 슈퍼쭈리
- 빠삐에 친구
- 빠뿌야 놀자
- 뽀롱뽀롱 뽀로로
  - 뽀롱뽀롱 뽀로로 2기
  - 뽀로로의 대모험
  - 뽀로로와 노래해요
- 슈렉
- 슈퍼 곰돌이
- 슈퍼 그랑죠
- 슈퍼 로봇 몽키
- 시간탐험대
- 신나는 과학 어드벤쳐 아하! 그렇구나
- 스피드왕 번개
- 선물공룡 디보
- 슈퍼 몽키 로봇
  - 슈퍼 몽키 로봇 2기
- 소공녀 세라
- 스페이스 힙합덕
- 샘샘은 꼬마 슈퍼맨
- 아이들의 장난감
- 윙스 프렌즈
  - 윙스 프렌즈 2기
  - 윙스 프렌즈 3기
- 애플캔디걸
- 엄마찾아 삼만리
- 올림포스 가디언
- 안아줘요 무무
- 요절복통 수호천사
- 열네살 영심이
- 오즈의 마법사
- 우당탕탕 잉양요
- 아쿠아키즈
- 앤디의 장난일기
- 요리왕 비룡
- 요절복통 수호천사
- 유후와 친구들
- 정글대장 조지
- 재채기 대마왕
- 쥬블스
- 짜장소녀 뿌까
  - 짜장소녀 뿌까 2기
- 천방지축 하니
- 출동! 꾸러기 수비대
- 칙칙폭폭 처깅턴
- 최강액션팀 A.T.O.M
- 초성함대 세이저 X
- 쿵야쿵야
- 커렉터 유이
- 크리스탈요정 지스쿼드
- 쾌걸롱맨 나롱이
- 트랙시티
- 꼬꼬마 꿈동산
  - 꼬꼬마 꿈동산 2기
- 태극천자문
- 패트와 매트
- 포켓몬스터
  - 포켓몬스터 2기
  - 포켓몬스터 3기
  - 포켓몬스터 4기
  - 포켓몬스터 5기
- 포켓몬스터 AG
  - 포켓몬스터 AG 2기
  - 포켓몬스터 AG 3기
  - 포켓몬스터 AG 4기
  - 포켓몬스터 극장판 1기: 뮤츠의 역습
  - 포켓몬스터 극장판 2기: 환상의 포켓몬 루기아 탄생
  - 포켓몬스터 극장판 3기: 결정탑의 제왕 엔테이
  - 포켓몬스터 극장판 4기: 세레비 시간을 초월한 만남
  - 포켓몬스터 극장판 5기: 물의 도시의 수호신 라티아스와 라티오스
  - 포켓몬스터 극장판 6기: 아름다운 소원의 별 지라치
  - 포켓몬스터 극장판 7기: 열공의 방문자 테오키스
  - 포켓몬스터 극장판 8기: 뮤와 파동의 전사 루카리오
  - 포켓몬스터 극장판 9기: 포켓몬 레인저와 바다의 왕자 마나피
- 포켓몬스터 DP
- 포트리스
- 피치피치핏치
  - 피치피치핏치 퓨어
- 후토스 - 하늘을 나는 집
- 홍길동 어드벤처
- 헬로! 부부토
- 헬로키티
  - 헬로키티 숲 속 나라 친구들

### 7세
- 가이스터즈
- 갓슈벨
  - 갓슈벨 2기
  - 갓슈벨 FINAL
  - 갓슈벨 극장판
- 격부술사 요역문
- 가면라이더 키바
- 닥터슬럼프
- 드래곤볼
- 디지몬
  - 디지몬 어드벤처
  - 파워디지몬
  - 파워디지몬 극장판:황금캡슐진화
  - 파워디지몬 극장판 2:디아블로몬의 역습
  - 디지몬 테이머즈 극장판:모험자들의 전쟁
  - 디지몬 테이머즈 극장판 2:폭주 디지몬 특급
  - 디지몬 프론티어
  - 디지몬 프론티어 극장판:고대 디지몬의 부활
  - 디지몬 세이버즈
  - 디지몬 세이버즈 극장판:궁극파워! 각성 모드 발동!
- 마법소녀 위치 2
- 마법탐정 로키 라그나로크
- 맑음 때때로 뿌이뿌이
- 매직키드 마수리
- 마법기사 레이어스
- 마법전사 미르가온
- 뿡야뿡야 왕바우
- 샤먼킹
- 슬램덩크
- 아이실드 21
- 아이언키드
- 울트라맨 가이아
- 울라불라 블루짱
- 안데르센 눈의 여왕
- 요정컴미
- 유리가면 OVA
- 유희왕
  - 유희왕 극장판
  - 유희왕2
  - 유희왕3
  - 유희왕4
  - 유희왕GX
  - 유희왕GX 2기
  - 유희왕GX 3기
  - 유희왕5Ds
  - 유희왕5Ds 2기
- 지구용사 벡터맨
- 천공의 에스카플로네
- 카드캡터 체리
- 파워레인저
  - 파워레인저 트레저포스
  - 파워레인저 매직포스
  - 파워레인저 와일드스피릿
  - 파워레인저 극장판 매직포스&트레저포스
  - 파워레인저 엔진포스
  - 파워레인저 정글포스
  - 파워레인저 미라클포스
  - 파워레인저 캡틴포스
  - 파워레인저 고버스터즈
- 프린세스 츄츄
- 프리큐어
  - 프리큐어 Max Heart
  - 프리큐어 Splash Star
  - Yes! 프리큐어5
  - Yes! 프리큐어5 GoGo!
  - 프레시 프리큐어!
  - 하트캐치 프리큐어!
  - 스위트 프리큐어♪
  - 스마일 프리큐어!
  - 두근두근! 프리큐어
  - 해피니스 차지 프리큐어!
  - Go! 프린세스 프리큐어
  - 마법사 프리큐어!
  - 트로피컬 루즈! 프리큐어
- R.O.D OVA
- 한자지존 도로롱

### 12세
- 12국기
- 괴도 세인트 테일
- 강철의 연금술사
- 극상학생회
- 기갑경찰 메탈잭
- 다카하시 루미코 극장
- 달의 요정 세일러문 R
- 드래곤볼Z KAI
- 드래곤볼Z
  - 드래곤볼Z 2기
- 마법사에게 소중한 것
- 마징카이저
- 라제폰
- 반드레드
- 블랙잭
- 사이버 포뮬러11 OVA
- 스쿨럼블
  - 스쿨럼블 1학기
  - 스쿨럼블 OVA
  - 스쿨럼블 2학기
- 스크라이드
- 세인트 세이야
  - 세인트 세이야 2기
- 신기동전기 건담W
- 유유백서
- 왕괴짜 돈만이1기
- 왕괴짜 돈만이 2기
- 왕괴짜 돈만이 3기
- 왕괴짜 돈만이 4기
- 왕괴짜 돈만이 5기
- 원피스
  - 원피스 2기
  - 원피스 3기
- 천사가 될거야
- 추리게임 뫼비우스의 띠
- 트랜스포머 프라임
- 피규어17
- 환상마전 최유기
  - 환상마전 최유기: 레퀴엠
  - 환마전 최유기 레퀴엠 극장판 ~ 선택받지 못한 자의 진혼가
- 후르츠바스켓
- 헌터 × 헌터
  - 헌터 × 헌터 OVA
- D.N. 앤젤
- F-ZERO 팔콘전설

### 15세
- 공각기동대 Stand Alone Complex
- 기동전사 건담 SEED
- 기동전사 건담 00
- 강철의 연금술사 BROTHERHOOD
- 나나
- 드래곤볼 슈퍼
- 러브 in 러브
  - 러브 in 러브: 스페셜
  - 러브 in 러브: 크리스마스 스페셜
  - 러브 in 러브: 봄 스페셜
- 무한의 리바이어스
- 바람의 검심
  - 바람의 검심 극장판
  - 바람의 검심 OVA - 성상 편
  - 바람의 검심 OVA - 추억 편
- 선녀전설 세레스
- 신세기 에반게리온
  - 신세기 에반게리온 (자막방송)
- 원피스(TV시리즈)
- 이누야샤
  - 이누야샤 5,6기,7기(완결편)
  - 이누야샤 극장판: 거울속의 몽환성
  - 이누야샤 극장판: 시대를 초월한 마음
- 쪽빛보다 푸르게
- 지구소녀 아르주나
- 쵸비츠
- 클라나드
- 파이터 바키
- 풀메탈패닉
- Z.O.E
- 데스노트
  - 데스노트 2기
- 짱구는 못말려 극장판
- 나의 히어로 아카데미아 (더빙)

### 19세
- 강철의 연금술사 BROTHERHOOD
- 공각기동대 SAC
- 공각기동대 SAC 2ND GIG
- 무사 쥬베이(수병위인풍첩)
- 동급생 (무삭제 자막방영)
- 동급생 2 (무삭제 자막방영)
- 바람의 검심 OVA - 추억 편
- 알렉산더 전기
- 오소마츠 6쌍둥이
- 요수도시
- 최유기 RELOAD BLAST(2017년 7월 신작)
- 최종병기 그녀
- 헨드메이드 메이

## 같이 보기
- 애니원